# Tracinda Corporation
Tracinda Corporation è una società privata di proprietà del magnate Kirk Kerkorian (uno degli uomini più ricchi del mondo). La società ha il suo quartier generale a Rodeo Drive, Beverly Hills e prende il suo nome dalle due figlie del proprietario, TRACY e LINDA, il proprietario la guida direttamente insieme a Jerome York e Lee Iacocca.
La Holding è la maggiore azionista di MGM Resorts International, un gruppo che possiede un'importante catena di hotel e casinò. Possedeva inoltre il 10% della General Motors, quota che per volere dello stesso proprietario è stata ridotta (e si parla di una possibile cessione totale). Nel 2019 MGM Resorts ha annunciato che Tracinda ha ceduto la sua partecipazione nella società del resort, seguendo le istruzioni lasciate nel testamento di Kerkorian (morto il 15 giugno 2015, all'età di 98 anni). La Tracinda Corporation possiede inoltre importanti quote azionarie della Metro Goldwyn Mayer.
Ha investito 4,5 miliardi di dollari in azioni della casa automobilistica DaimlerChrysler (dal 2007 Daimler AG, che possiede a sua volta la Mercedes Benz).